# Río Chico (periodiskt vattendrag i Spanien, Andalusien, Provincia de Almería, lat 37,02, long -2,74)
Río Chico är ett periodiskt vattendrag i Spanien.   Det ligger i provinsen Provincia de Almería och regionen Andalusien, i den södra delen av landet, 400 km söder om huvudstaden Madrid.